# Attigny (Vosges)
Attigny és un municipi francès, situat al departament dels Vosges i a la regió del Gran Est. L'any 2007 tenia 258 habitants.

## Demografia

### Població
El 2007 la població de fet d'Attigny era de 258 persones. Hi havia 115 famílies, de les quals 32 eren unipersonals (8 homes vivint sols i 24 dones vivint soles), 47 parelles sense fills, 32 parelles amb fills i 4 famílies monoparentals amb fills.
La població ha evolucionat segons el següent gràfic:
Habitants censats

### Habitatges
El 2007 hi havia 141 habitatges, 114 eren l'habitatge principal de la família, 14 eren segones residències i 12 estaven desocupats. 129 eren cases i 10 eren apartaments. Dels 114 habitatges principals, 97 estaven ocupats pels seus propietaris, 13 estaven llogats i ocupats pels llogaters i 5 estaven cedits a títol gratuït; 4 tenien dues cambres, 13 en tenien tres, 28 en tenien quatre i 70 en tenien cinc o més. 83 habitatges disposaven pel capbaix d'una plaça de pàrquing. A 52 habitatges hi havia un automòbil i a 43 n'hi havia dos o més.

### Piràmide de població
La piràmide de població per edats i sexe el 2009 era:
| Homes | Edats   | Dones |
| ----- | ------- | ----- |
| 0     | 95 o +  | 0     |
| 0     | 90 a 94 | 0     |
| 0     | 85 a 89 | 4     |
| 0     | 80 a 84 | 0     |
| 4     | 75 a 79 | 4     |
| 16    | 70 a 74 | 16    |
| 0     | 65 a 69 | 8     |
| 12    | 60 a 64 | 4     |
| 4     | 55 a 59 | 4     |
| 16    | 50 a 54 | 12    |
| 12    | 45 a 49 | 12    |
| 12    | 40 a 44 | 20    |
| 8     | 35 a 39 | 4     |
| 12    | 30 a 34 | 4     |
| 4     | 25 a 29 | 8     |
| 12    | 20 a 24 | 16    |
| 4     | 15 a 19 | 4     |
| 4     | 10 a 14 | 0     |
| 4     | 5 a 9   | 4     |
| 8     | 0 a 4   | 0     |

## Economia
El 2007 la població en edat de treballar era de 166 persones, 114 eren actives i 52 eren inactives. De les 114 persones actives 95 estaven ocupades (55 homes i 40 dones) i 19 estaven aturades (4 homes i 15 dones). De les 52 persones inactives 22 estaven jubilades, 14 estaven estudiant i 16 estaven classificades com a «altres inactius».

### Ingressos
El 2009 a Attigny hi havia 115 unitats fiscals que integraven 264 persones, la mediana anual d'ingressos fiscals per persona era de 17.101 €.

### Activitats econòmiques
Dels 6 establiments que hi havia el 2007, 1 era d'una empresa de construcció, 2 d'empreses de comerç i reparació d'automòbils, 2 d'empreses d'hostatgeria i restauració i 1 d'una empresa immobiliària.
Dels 4 establiments de servei als particulars que hi havia el 2009, 1 era una fusteria, 2 restaurants i 1 agència immobiliària.
L'any 2000 a Attigny hi havia 6 explotacions agrícoles.

## Poblacions més properes
El següent diagrama mostra les poblacions més properes.